# Kamu Emekçileri Sendikaları Konfederasyonu
Die Kamu Emekçileri Sendikaları Konfederasyonu (Konföderation der im öffentlichen Dienst beschäftigten Arbeiter, Abkürzung: KESK) ist ein Zusammenschluss von Gewerkschaften die im öffentlichen Dienst der Türkei organisiert sind. Im Jahr 2012 hatten die in KESK organisierten Gewerkschaften 240.000 Mitglieder.
KESK ist Mitglied des  Internationalen Gewerkschaftsbundes (IGB) und des  Europäischen Gewerkschaftsbundes (EGB). In der Mitgliederliste des IGB wird die Mitgliedschaft mit 200.000 angegeben (Stand: November 2017).

## Entstehungsgeschichte
Im April 1994 trafen sich Mitglieder verschiedener Plattformen von Gewerkschaftern und beschlossen, eine Konföderation zu gründen. Das teilten sie der Öffentlichkeit am 15. Mai 1994 mit. Die Gewerkschaften innerhalb der Gewerkschaftsplattform der Beschäftigten im öffentlichen Dienst (tr: Kamu Çalışanları Sendikaları Platformu KÇSP) und die in Ankara gebildete Koordination (tr: EŞGÜDÜM) bildeten am 11. Juni 1994 verschiedene Kommissionen. Am 26. und 27. November 1994 wurden in vier Regionen (İstanbul, Ankara, Bursa, İzmir) Kongresse abgehalten. Am 25. und 26. Februar 1995 fand dann ein zentraler Kongress in Ankara statt. An diesem Kongress nahmen 710 Delegierte aus 26 Gewerkschaften teil.
Auf diesem Kongress wurde beschlossen, innerhalb von vier Monaten eine Konföderation zu bilden. Das gelang jedoch nicht. Am 11. und 12. November 1995 wurde ein weiterer Kongress in Ankara mit 500 Delegierten aus 28 Gewerkschaften abgehalten. Hier wurde eine Satzung verabschiedet. Diese Satzung wurde am 8. Dezember 1995 dem Gouverneur von Istanbul vorgelegt. Damit war KESK offiziell gegründet. Heute ist der zentrale Sitz von KESK in Ankara. KESK hielt seine erste ordentliche Vollversammlung vom 16.–18. August 1996 ab. Dort wurde Siyami Erdem zum Vorsitzenden und Faysal Özçift zum Generalsekretär gewählt.

## Mitgliedsgewerkschaften
Während auf den Seiten von KESK 37 Gewerkschaften aufgeführt sind, die nach 1990 gegründet wurden, ohne dabei explizit zu sagen, dass sie alle der Konföderation angehören, werden anderweitig 11 Gewerkschaften für August 2012 (samt Zahl der Mitglieder) aufgeführt, die KESK angehören.
| Name (tr)                                               | Gewerkschaft im Bereich              | Mitglieder |
| ------------------------------------------------------- | ------------------------------------ | ---------- |
| BES (Büro Emekçileri Sendikası)                         | Büroangestellte                      | 21555      |
| BTS (Birleşik Taşımacılık Çalışanları Sendikası)        | Transport                            | 2808       |
| DİVES (Diyanet ve Vakıf Emekçileri Sendikası)           | Religionsamt und Stiftungen          | 241        |
| Eğitim-Sen                                              | Lehrer                               | 125316     |
| ESM (Enerji, Sanayi ve Maden Kamu Emekçileri Sendikası) | Energie, Industrie und Bergbau       | 3988       |
| Haber-Sen                                               | Presse, Publikationen und Post       | 3943       |
| Kültür Sanat – Sen                                      | Kultur und Kunst                     | 4035       |
| SES (Sağlık ve Sosyal Hizmet Emekçileri Sendikası)      | Gesundheit und Sozialdienste         | 41052      |
| Tarım Orkam-Sen                                         | Landwirtschaft, Wälder und Viehzucht | 3165       |
| Tüm Bel – Sen                                           | Stadtverwaltungen                    | 30043      |
| Yapı Yol – Sen                                          | Bauwesen                             | 3811       |

## Verfolgungslage
Seit seiner Gründung wurden Mitglieder aufgrund gewerkschaftlicher Aktivitäten (wie Arbeitsniederlegung) oder Meinungsäußerungen strafrechtlich verfolgt und waren Disziplinarverfahren ausgesetzt. Zwischen 1991 und 1997 waren davon mehr als 100.000 Gewerkschafter betroffen. Nach Auskunft von KESK waren Ende des Jahres 1997 noch 12.642 Verfahren anhängig. Zwischen 1991 und 1997 wurden 4.305 Gewerkschafter „strafversetzt“ (tr: sürgün) und 1.889 entlassen. Im November 1997 ordnete der Gouverneur von Şanlıurfa die Schließung der Büros von SES und Eğitim Sen (Mitgliedsgewerkschaften von KESK an), da in den Büros verbotene Publikationen gefunden wurden. Drei Mitglieder des Vorstands von SES in der Provinz Şanlıurfa, die im November 1997 wegen separatistischer Propaganda und Unterstützung einer illegalen Organisation angeklagt worden waren, wurden im April 1998 freigesprochen.
Am 19. Dezember 2002 sprach die 4. Kammer des Staatssicherheitsgerichts Diyarbakir die Mitglieder des Chores von KESK vom Vorwurf der Unterstützung einer illegalen Organisation frei. Sie hatten auf einem Kongress von Egitim-Sen im Februar des Jahres kurdische Lieder gesungen. Zwischen 1990 und 2003 wurden mehr als 2.000 Mitglieder von KESK aus dem Gebiet unter Ausnahmezustand (OHAL) aus disziplinarischen Gründen an einen anderen Ort versetzt. Am 4. April 2007 beendete das Amtsgericht Nr. 28 in Ankara das Gerichtsverfahren gegen 23 Gewerkschafter, das im Zusammenhang mit dem von Egitim-Sen 2005 organisierten „Marsch der Lehrer“ eingeleitet worden war. Das Gericht verurteilte 10 Gewerkschaftsführer zu je 15 Monaten Haft und einer Geldstrafe. Die Strafen wurden zur Bewährung ausgesetzt, mit Ausnahme der Strafe gegen den Vorsitzenden von KESK, Ismail Hakki Tombul und den Vorsitzenden von BTS, Ibrahim Fehmi Kütan.
Ein Verfahren gegen mehr als 30 Gewerkschafter von KESK wurde vor der 8. Kammer für schwere Straftaten in Izmir geführt. Sie waren im Mai 2009 festgenommen worden, aber später wieder auf freien Fuß gekommen. Am 28. November 2011 verurteilte die 8. Kammer für schwere Straftaten in Izmir 25 der Angeklagten, darunter den Vorsitzenden von KESK, Lami Özgen zu je 6 Jahren und 3 Monaten Haft. Sie hätten sich innerhalb der Union der Gemeinschaften Kurdistans (KCK) in einer Demokratischen Konföderation der Arbeit (tr: Demokratik Emek Konfederasyonu, DEK) zusammengeschlossen und damit im Sinne der Terrororganisation PKK gehandelt. Sechs Angeklagte wurden mangels Beweisen freigesprochen.
Weitere KCK-Verfahren gegen Gewerkschafter von KESK sind in Ankara anhängig. Im Februar 2012 wurden etliche Mitglieder von KESK in Ankara festgenommen und 15 von ihnen (alles Frauen) als Mitglieder von KCK angeklagt. Am 4. Oktober 2012 begann das Verfahren vor der 11. Kammer für schwere Straftaten in Ankara. Drei der inhaftierten Angeklagten blieben in Haft. In der Verhandlung vom 14. Dezember 2012 wurden die verbliebenen drei Untersuchungshäftlinge aus der Haft entlassen und das Verfahren auf den 18. April 2013 vertagt.
Nach den Festnahmen im Februar 2012 war KESK im Juni 2012 erneut von Festnahmen im Rahmen der KCK-Ermittlungen betroffen. Nach Operationen in Ankara, Diyarbakır, İstanbul, Ağrı, Bitlis, Siirt, Adana und Eskişehir ordnete die 12. Kammer für schwere Straftaten in Ankara Untersuchungshaft für 28 Gewerkschafter an, während 25 nicht verhaftet wurden, aber mit einem Prozess wegen Mitgliedschaft in einer bewaffneten Bande zu rechnen haben. Die Europäische Union hat im Fortschrittsbericht 2012 die über 70 Festnahmen als eine Einschränkung der Organisationsfreiheit bezeichnet.
Das Verfahren gegen 72 Angeklagte begann am 10. April 2013 vor der 13. Kammer für schwere Straftaten in Ankara. Das Gericht hob die Haftbefehle der in Untersuchungshaft befindlichen 22 Angeklagten auf und vertagte sich auf den 8. Juli 2013. Sechs Haftbefehle waren im Vorfeld der Hauptverhandlung am 15. Februar 2013 aufgehoben worden. In der 1140 Seiten umfassenden Anklageschrift werden Strafen zwischen 7,5 und 15 Jahren Haft nach Artikel 314/2 des türkischen Strafgesetzes gefordert.